# Żytne
Żytne – niezalesiony szczyt o wysokości 505 m n.p.m., na Pogórzu Przemyskim, w Paśmie Kalwaryjskim, na Połoninkach Kalwaryjskich. Przechodzi przez niego niebieski szlak turystyczny Rzeszów – Grybów.